# Le Vampire et le Sang des vierges
Le Vampire et le Sang des vierges (titre original : Die Schlagengrube und das Pendel) est un film d'horreur allemand réalisé par Harald Reinl, sorti sur les écrans en 1967.

## Synopsis
Le comte Frederic Regula, qui a torturé et tué douze jeunes filles, est condamné à être écartelé. La sentence est exécutée en place publique... Trente-cinq ans plus tard. Roger, avocat, reçoit d'un énigmatique unijambiste une invitation à se rendre au château du comte Regula. La baronne Lilian von Brabant a également été conviée.

## Fiche technique
- Titre français : le Vampire et le Sang des vierges
- Titre québécois : Le Château des vampires ou La Nuit des vampires
- Titre original : Die Schlagengrube und das Pendel
- Réalisation : Harald Reinl
- Scénario : Manfred R. Köhler
- Musique : Peter Thomas
- Décors : Gabriel Pellon
- Pays :  Allemagne de l'Ouest
- Durée : 80 minutes
- Genre : Thriller, Epouvante-horreur
- Date de sortie :
  - Allemagne de l'Ouest : 5 octobre 1967
  - France : 5 mars 1969

## Distribution
- Lex Barker (VF : Edmond Bernard) : Roger Mont Elise / Roger de Mont Marie (Roger von Marienberg en VO)
- Karin Dor (VF : Michele Montel) : la baronne Liliane de Brabant (Lilian von Brabant en VO)
- Christopher Lee (VF : Jean Davy) : le comte Frederic Regula / d'Andomai (Graf von Andomai en VO)
- Carl Lange (VF : André Valmy) : Anatole (Anathol en VO)
- Vladimir Medar VF : Jacques Deschamps) : le père Fabien (Fabian en VO)
- Christiane Rücker : Babette
- Dieter Eppler (VF : Jean-Louis Maury) : le cocher de fiacre
- Bruno W. Pantel (VF : Georges Hubert) : le nouvelliste chansonnier qui raconte la malédiction historique (voix, non crédité)